# National Film Award du meilleur film de divertissement
Le National Film Award du meilleur film de divertissement est l'une des catégories des National Film Awards présentées annuellement par la Direction des festivals de films, l'organisation créée par le Ministère de l'information et de la radiodiffusion en Inde. C'est l'un des nombreux prix de la catégorie des longs métrages et décerné avec le Golden Lotus (Swarna Kamal).
Le prix est annoncé pour tous les films produits dans toute l'Inde, quelle que soit l'industrie, quelle que soit la langue indienne.

## Récompenses
- 1967(15e) à 1972(20e) : Une plaque et  ₹ 5,000
- 1973(21e) à 1986(34e) : Un Rajat Kamal et ₹ 20,000
- 1987(35e) : Un Swarna Kamal et ₹ 25,000
- 1988(36e)d à 2005(53e) : Un Swarna Kamal et ₹ 50,000
- Depuis 2006(54e) : Un Swarna Kamal et ₹ 2,50,000

## Liste des vainqueurs
Les années sont indiquées selon l'enregistrement du film par le Central Board of Film Certification.
| Année       | Film(s)                     | Langue(s)   | Producteur(s)                                                       | Réalisateur(s)          | Refs.  |
| ----------- | --------------------------- | ----------- | ------------------------------------------------------------------- | ----------------------- | ------ |
| 1974 (22nd) | Kora Kagaz                  | Hindi       | Sanat Kothari de Shreeji Films                                      | Anil Ganguly            | [ 1 ]  |
| 1975 (23rd) | Tapasya                     | Hindi       | Rajshri Productions                                                 | Anil Ganguly            | [ 2 ]  |
| 1976 (24th) | Non décerné                 | Non décerné | Non décerné                                                         | Non décerné             | [ 3 ]  |
| 1977 (25th) | Swami                       | Hindi       | Jaya Charavarthy                                                    | Basu Chatterjee         | [ 4 ]  |
| 1978 (26th) | Ganadevata                  | Bengali     | - Ministère de la culture de l'Inde - Gouvernement du Bengale Ouest | Tarun Majumdar          | [ 5 ]  |
| 1979 (27th) | Sankarabharanam             | Télougou    | Edida Nageshwara Rao                                                | Kasinadhuni Viswanath   | [ 6 ]  |
| 1980 (28th) | Non décerné                 | Non décerné | Non décerné                                                         | Non décerné             | [ 7 ]  |
| 1981 (29th) | Non décerné                 | Non décerné | Non décerné                                                         | Non décerné             | [ 8 ]  |
| 1982 (30th) | Non décerné                 | Non décerné | Non décerné                                                         | Non décerné             | [ 9 ]  |
| 1983 (31st) | Non décerné                 | Non décerné | Non décerné                                                         | Non décerné             | [ 10 ] |
| 1984 (32nd) | Koni                        | Bengali     | Gouvernement du Bengale Ouest                                       | Saroj Dey               | [ 11 ] |
| 1985 (33rd) | Non décerné                 | Non décerné | Non décerné                                                         | Non décerné             | [ 12 ] |
| 1986 (34th) | Samsaram Adhu Minsaram      | Tamoul      | AVM Productions                                                     | Visu                    | [ 13 ] |
| 1987 (35th) | Pushpaka Vimana             | Film muet   | - Singeetam Srinivasa Rao - Shringar Nagaraj                        | Singeetam Srinivasa Rao | [ 14 ] |
| 1988 (36th) | Qayamat Se Qayamat Tak      | Hindi       | Nasir Hussain Films                                                 | Mansoor Khan            | [ 15 ] |
| 1989 (37th) | Chandni                     | Hindi       | Yash Raj Films                                                      | Yash Chopra             | [ 16 ] |
| 1989 (37th) | Geethanjali                 | Télougou    | Bhagyalakshmi Enterprises                                           | Mani Ratnam             | [ 16 ] |
| 1990 (38th) | Ghayal                      | Hindi       | Dharmendra                                                          | Rajkumar Santoshi       | [ 17 ] |
| 1991 (39th) | Non décerné                 | Non décerné | Non décerné                                                         | Non décerné             | [ 18 ] |
| 1992 (40th) | Sargam                      | Malayalam   | Bhavani                                                             | Hariharan               | [ 19 ] |
| 1993 (41st) | Manichitrathazhu            | Malayalam   | Appachan                                                            | Fazil                   | [ 20 ] |
| 1993 (41st) | Darr                        | Hindi       | Yash Chopra                                                         | Yash Chopra             | [ 20 ] |
| 1994 (42nd) | Hum Aapke Hain Koun..!      | Hindi       | Rajshri Productions                                                 | Sooraj R. Barjatya      | [ 21 ] |
| 1995 (43rd) | Dilwale Dulhania Le Jayenge | Hindi       | Yash Chopra                                                         | Aditya Chopra           | [ 22 ] |
| 1996 (44th) | Maachis                     | Hindi       | R. V. Pandit                                                        | Gulzar                  | [ 23 ] |
| 1997 (45th) | Dil To Pagal Hai            | Hindi       | Yash Chopra                                                         | Yash Chopra             | [ 24 ] |
| 1998 (46th) | Kuch Kuch Hota Hai          | Hindi       | Yash Johar                                                          | Karan Johar             | [ 25 ] |
| 1999 (47th) | Sarfarosh                   | Hindi       | John Matthew Matthan                                                | John Matthew Matthan    | [ 26 ] |
| 2000 (48th) | Vaanathaippola              | Tamoul      | Venu Ravichandran                                                   | Vikraman                | [ 27 ] |
| 2001 (49th) | Lagaan                      | Hindi       | Aamir Khan                                                          | Ashutosh Gowariker      | [ 28 ] |
| 2002 (50th) | Devdas                      | Hindi       | Bharat Shah                                                         | Sanjay Leela Bhansali   | [ 29 ] |
| 2003 (51st) | Munna Bhai M.B.B.S.         | Hindi       | Vidhu Vinod Chopra                                                  | Rajkumar Hirani         | [ 30 ] |
| 2004 (52nd) | Veer-Zaara                  | Hindi       | Yash Raj Films                                                      | Yash Chopra             | [ 31 ] |
| 2004 (52nd) | Autograph                   | Tamoul      | Cheran                                                              | Cheran                  | [ 31 ] |
| 2005 (53rd) | Rang De Basanti             | Hindi       | - UTV Motion Pictures - Rakeysh Omprakash Mehra Pictures            | Rakeysh Omprakash Mehra | [ 32 ] |
| 2006 (54th) | Lage Raho Munna Bhai        | Hindi       | Vidhu Vinod Chopra                                                  | Rajkumar Hirani         | [ 33 ] |
| 2007 (55th) | Chak De! India              | Hindi       | Aditya Chopra                                                       | Shimit Amin             | [ 34 ] |
| 2008 (56th) | Oye Lucky! Lucky Oye!       | Hindi       | UTV Motion Pictures                                                 | Dibakar Banerjee        | [ 35 ] |
| 2009 (57th) | 3 Idiots                    | Hindi       | Vidhu Vinod Chopra                                                  | Rajkumar Hirani         | [ 36 ] |
| 2010 (58th) | Dabangg                     | Hindi       | - Arbaaz Khan - Malaika Arora Khan - Dhillin Mehta                  | Abhinav Kashyap         | [ 37 ] |
| 2011 (59th) | Azhagarsamiyin Kuthirai     | Tamoul      | P. Madhan                                                           | Suseenthiran            | [ 38 ] |
| 2012 (60th) | Vicky Donor                 | Hindi       | - Sunil Lulla - John Abraham - Ronnie Lahiri - Ram Mirchandani      | Shoojit Sircar          | [ 39 ] |
| 2012 (60th) | Ustad Hotel                 | Malayalam   | Listin Stephen                                                      | Anwar Rasheed           | [ 39 ] |
| 2013 (61st) | Bhaag Milkha Bhaag          | Hindi       | Rakeysh Omprakash Mehra                                             | Rakeysh Omprakash Mehra | [ 40 ] |
| 2014 (62nd) | Mary Kom                    | Hindi       | Sanjay Leela Bhansali                                               | Omung Kumar             | [ 41 ] |
| 2015 (63rd) | Bajrangi Bhaijaan           | Hindi       | - Salman Khan - Rockline Venkatesh                                  | Kabir Khan              | [ 42 ] |
| 2016 (64th) | Sathamanam Bhavati          | Télougou    | V. Venkata Ramana Reddy                                             | Satish Vegesna          | [ 43 ] |